# Simon Bucher
Simon Bucher (Innsbruck, 23 maggio 2000) è un nuotatore austriaco.

## Biografia
Ha rappresentato l'Austria ai Giochi olimpici estivi di Tokyo 2020 classificandosi 37º nei 100 m farfalla.
È stato convocato agli europei di Glasgow 2018, Budapest 2020 e Roma 2022, vincendo la medaglia di bronzo nella staffetta 4x100 m misti a quest'ultima edizione, assieme ai connazionali Bernhard Reitshammer, Valentin Bayer ed Heiko Gigler. 
Nel 2024 conquista l'argento nei 100 metri farfalla ai mondiali di Doha, mentre agli europei di Belgrado arriva secondo nei 50 metri farfalla e sale sul gradino più alto del podio nella 4x100 metri misti.

## Palmarès
- Mondiali

Doha 2024: argento nei 100m farfalla.
- Europei

Roma 2022: bronzo nella 4x100 m misti.
Belgrado 2024: oro nella 4x100m misti, argento nei 50m farfalla.
- Europei U23

Dublino 2023: oro nei 100m farfalla, argento nei 50m farfalla.